# Eumiturga
Eumiturga är ett släkte av fjärilar. Eumiturga ingår i familjen plattmalar.
Kladogram enligt Catalogue of Life:
| Eumiturga | \| \| Eumiturga commutata \| \| \| \| \| \| Eumiturga flocculosa \| \| \| \| \| \| Eumiturga promotella \| \| \| \| |
|           | \| \| Eumiturga commutata \| \| \| \| \| \| Eumiturga flocculosa \| \| \| \| \| \| Eumiturga promotella \| \| \| \| |
|           | Eumiturga commutata                                                                                                 |
|           | |
|           | Eumiturga flocculosa                                                                                                |
|           | |
|           | Eumiturga promotella                                                                                                |
|           | |